# Coelioxys jujuyensis
Coelioxys jujuyensis là một loài Hymenoptera trong họ Megachilidae. Loài này được Holmberg mô tả khoa học năm 1909.